# Aleksandr Berkutov (aviron)
Pour les articles homonymes, voir Aleksandr Berkutov et Berkutov.
Aleksandr Berkutov (en russe : Александр Николаевич Беркутов, Aleksandr Nikolaïevitch Berkoutov), né le 21 mai 1933 à Zoubtchaninovka (ru) (Oblast de Samara, URSS) et mort le 7 novembre 2012 à Moscou (fédération de Russie), est un rameur soviétique puis russe. Il a remporté la médaille d'or en deux de couple aux Jeux de Melbourne en 1956 avec son compatriote Yuri Tyukalov. Quatre ans plus tard il remporte la médaille d'argent en deux de couple aux JO de Rome 1960 avec le même coéquipier.

## Palmarès

### Jeux olympiques
- Champion olympique en deux de couple aux Jeux olympiques d'été de 1956 à Melbourne ( Australie)
- Médaille d'argent en deux de couple aux Jeux olympiques d'été de 1960 à Rome ( Italie)

### Championnats d'Europe
- Champion du monde de deux de couple aux Championnats d'Europe d'aviron 1956 à Bled ( Yougoslavie)
- Champion du monde de deux de couple aux Championnats d'Europe d'aviron 1957 à Duisbourg ( Allemagne de l'Ouest)
- Champion du monde de deux de couple aux Championnats d'Europe d'aviron 1958 à Poznań ( Pologne)
- Champion du monde de deux de couple aux Championnats d'Europe d'aviron 1959 à Mâcon ( France)
- Champion du monde de deux de couple aux Championnats d'Europe d'aviron 1961 à Prague ( Tchécoslovaquie)
- Médaillé de bronze de skiff aux Championnats d'Europe d'aviron 1954 à Amsterdam ( Pays-Bas)